# 上月壮一郎
上月壮一郎（Kouzuki Soichiro，2000年12月22日—）是出身于京都府宇治市的日本足球运动员，现时效力德甲球会沙尔克04，司职前锋。

## 经历

### 青训
上月壮一郎从宇治翔FC进入京都不死鸟青训营，先后升入京都U-15、U-18梯队。2018年1月20日，他以二种登陆选手的身份进入一线队，并在5月26日对阵横滨FC的比赛中完成J联赛首秀。

### 京都不死鸟
2019年，上月壮一郎正式与京都不死鸟签约。
2021年12月7日，合同期满离队。

### 杜伦
2022年2月10日，上月加入了属于德国足球高级联赛 （德国第5级别联赛）球会杜伦 。他出战了11场联赛，交出五球五助攻的战绩，帮助球队晋级德国足球地区联赛 （德国4级联赛）。

### 沙尔克04
2022年8月26日，上月加盟沙尔克04二队，即沙尔克04预备队（U-23队）。此后，他在地区联赛出场14次，送上八球五助攻，并在12月底顶级球队签下职业合同。
2023年1月21日，他在联赛第16轮对阵法兰克福的比赛中完成了一线队首秀，并在次轮对阵莱比锡的比赛中打进加盟后的处子球  。

### 国家队
2016年9月，代表日本17岁以下足球代表队参加2016年亚足联U-16锦标赛。
2017年9月，代表日本17岁以下足球代表队参加2017年国际足联U-17世界杯 。 
2018年1月，代表日本20岁以下足球代表队参加Copa del Atlántico  。

## 所属俱乐部
青年队
- 宇治翔FC（京都不死鸟U-12SP课程）
- 京都不死鸟U-15
- 京都不死鸟U-18（立命馆宇治高等學校（日语：立命館宇治中学校・高等学校））[1]
  - 2018 京都不死鳥 （2种登陆选手）

职业队
- 2019-2021京都不死鳥
- 2022年1月-8月杜伦
- 2022年8月-12月沙尔克04二队
- 2023年1月- 沙尔克04

## 脚注
1. 1 2   (新闻稿). 缺少或|title=为空 (帮助)
2. ↑  元京都MF上月壮一郎がシャルケU-23に正式加入 （页面存档备份，存于）ゲキサカ（2022年8月26日）2022年8月26日閲覧。
3. ↑  . サッカーキング. 2022年12月31日  [2022年12月31日]. （原始内容存档于2022年12月31日）.
4. ↑  シャルケ上月壮一郎、デビュー戦先発で吉田＆鎌田に負けぬ存在感、期待の22歳が見せ場つくる （页面存档备份，存于）日刊スポーツ（2023年1月22日）2023年1月22日閲覧。
5. ↑  . ブンデスリーガ.   [2023-01-25]. （原始内容存档于2023-01-28）.
6. ↑  . ゲキサカ. 2016-09-12  [2018-05-30]. （原始内容存档于2018-06-12）.